# Lifuka

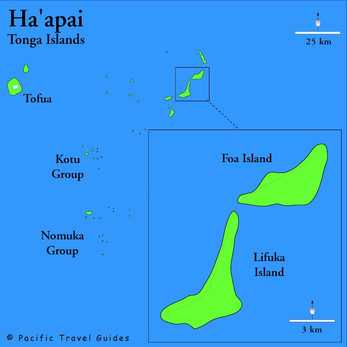
Ha'apaiöarna, Lifuka på den vänstra sidan

Lifuka (tonganska Lifuka) är huvudön i ögruppen Ha'apaiöarna som tillhör Tonga i södra Stilla havet.

## Geografi
Lifuka ligger cirka 150 kilometer norr om Tongatapu.
Ön är en korallö och har en areal om cirka 11,42 km², ön förbinds med grannön Foa i norr genom en ca 1 km lång bro.
Den högsta höjden är på endast några meter över havet.
Befolkningen uppgår till ca 3 000 invånare fördelade över huvudorten Pangai på öns västra del och byarna Haʻatoʻu, Holopeka, Koulo och Tongoleleka. Förvaltningsmässigt är ön del i distriktet Ha'apai division .
Öns flygplats Pilolevu (Salote Pilolevu Airport, flygplatskod "HPA") ligger på Lifukas nordligaste del vid byn Koulo och har kapacitet för lokalt flyg. Det finns även regelbundna färjeförbindelser med Tongatapu och Vava'u.

## Historia
Tongaöarna beboddes av polynesier sedan 2000-talet f.Kr. under Lapitakulturen och Ha'apaiöarna har alltid varit del i det Tonganska imperiet. Lifuka var tidigare huvudsätet för den tonganske monarken och än idag finns ett palats här nära Tongoleleka.
Den nederländske upptäcktsresanden Abel Tasman blev den 21 januari 1643 de första europén att besöka Lifuka. Brittiske James Cook besökte ön 1777 och det var här som han namngav Tonga "Friendly Islands".
Den 29 november 1806 ankrade det brittiska kaparfartyget "Port-au-Prince" vid ön  och hela besättningen förutom kaptenens adjutant William Mariner  mördades.